# Голдберг, Сьюзен
Сьюзен Голдберг (англ. Susan Goldberg) — американская журналистка, с 2014 по 2022 год главный редактор журнала National Geographic; первая женщина, занимающая эту должность.

## Биография
Сьюзен Голдберг выросла в Анн-Арборе. По её признанию, ради работы в газете Seattle Post-Intelligencer она бросила колледж. В 1987 году Голдберг окончила Университет штата Мичиган. Работала в газетах Detroit Free Press, USA Today, San Jose Mercury News, The Plain Dealer, в агентстве новостей Bloomberg. Журнал Washingtonian дважды включал её в список самых влиятельных женщин в Вашингтоне (в 2013 и 2017).
В апреле 2014 года Голдберг назначена главным редактором журнала National Geographic, став таким образом первой женщиной, занимающей эту должность. Под её руководством журнал получил премию Джорджа Полка (2014), три Национальных журнальных премии (две в 2015, одну в 2017), стал финалистом Пулитцеровской премии (2017).
Январский номер журнала 2016 года был посвящён теме гендерных стереотипов, и на обложку была помещена фотография девятилетней девочки-трансгендера, что вызвало множество как положительных, так и отрицательных откликов читателей. Апрельский номер 2018 года был посвящён теме расизма (на обложке была помещена фотография сестёр-близнецов, одна из которых белая, другая — чёрная), а Голдберг признала, что в прошлом журнал публиковал расистские материалы.
Голдберг входит в состав правления Комитета репортёров за свободу прессы и Национального музея женского искусства.
В феврале 2022 года заняла профессорскую должность в Школе журналистики им. Уолтера Кронкайта Университета штата Аризона. В должности главного редактор National Geographic преемником Голдберг стал бывший вице-президент Expedia Group Нейтан Ламп.
Сьюзен Голдберг живёт в Вашингтоне со своим мужем, юристом по недвижимости Джеффри Этнайром.